# 남부크강

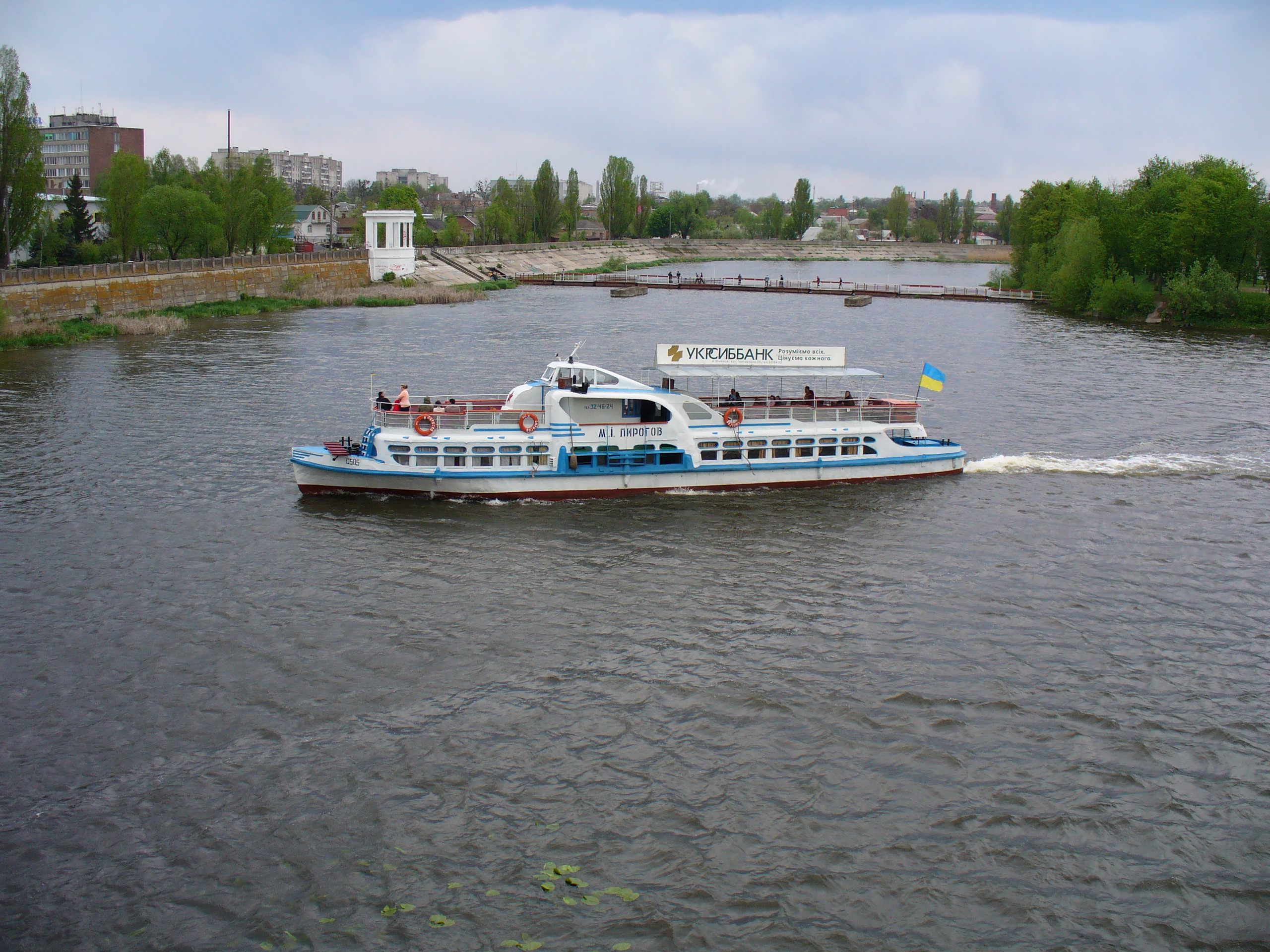

남부크강 또는 남부흐강(우크라이나어: Південний Буг 'Pivdennyi Buh' 피우덴니부흐[*])는 우크라이나에 있는 강이다. 길이 806 km, 유역면적 63,700 km2이다.
우크라이나 중서부에서 발원하여 동남쪽으로 흐른다. 흐멜니츠키, 빈니차, 미콜라이우를 지난 후 흑해로 흘러들어간다. 강 유역은 모두 우크라이나에 속하며, 흑해의 하구 부근은 반건조 지대이다. 우크라이나에서는 서북부의 폴란드 방면으로 흐르는 부크강도 이 강과 같은 이름으로 부르기 때문에 이 강은 남쪽이라는 의미를 덧붙여 피우덴니부흐강이라고도 한다.